# Chambre des représentants de Floride
Pour les autres articles nationaux ou selon les autres juridictions, voir Chambre des représentants.
Législature 2022-2024
Capitole de l'État de Floride
La Chambre des représentants de Floride (en anglais : Florida House of Representatives) est la chambre basse de la Législature de Floride, un État des États-Unis.
Elle se compose de 120 membres qui discutent et votent les lois et le budget de l'État de Floride. Elle siège avec le Sénat au Capitole de l'État de Floride à Tallahassee. Ses membres sont élus pour une durée de deux ans.

## Système électoral
La Chambre des représentants de Floride est composée de 120 sièges pourvus pour deux ans au scrutin uninominal majoritaire à un tour dans autant de circonscriptions.

## Composition
|                                            |           |        |     |   |  |  |
| Républicain                                | Démocrate | Vacant |     |   |  |  |
| Fin de la législature 2018-20              | 71        | 44     | 116 | 4 |  |  |
| Début de la précédente législature 2020-22 | 78        | 42     | 120 | 0 |  |  |
| Fin de la précédente législature           | 76        | 42     | 118 | 2 |  |  |
|                                            |           |        |     |   |  |  |
| Début de l'actuelle législature 2022-24    | 85        | 35     | 120 | 0 |  |  |
| 8 décembre 2022                            | 84        | 35     | 119 | 1 |  |  |
| 16 mai 2023                                | 85        | 35     | 120 | 0 |  |  |
| 11 juin 2023                               | 84        | 35     | 119 | 1 |  |  |
| 30 juin 2023                               | 83        | 35     | 118 | 2 |  |  |
| 5 décembre 2023                            | 84        | 35     | 119 | 1 |  |  |
| 16 janvier 2024                            | 84        | 36     | 120 | 0 |  |  |
| Pourcentage de sièges                      | 70 %      | 30 %   |     |   |  |  |

| Fonction               | Nom               | Parti       | District  |
| ---------------------- | ----------------- | ----------- | --------- |
| Président              | Paul Renner       | Républicain | 65e       |
| Présidente pro tempore | Chuck Clemons     | Républicain | 111e      |
| Majority Leader        | Michael Grant     | Républicain | 75e       |
| Minority leader        | Fentrice Driskell | Démocrate   | 94e / 99e |